# كباب أضنة
كباب أضنة   هو طبق يتكون من لحم مفروم يدويًا. إنه مشابه أو لطبق يسمى بكباب كوبيده من المطبخ الإيراني . يركب اللحم على سيخ حديدي عريض ويشوى على موقد شواء مليئة بالفحم. سمي الطبق على اسم أضنة ، خامس أكبر مدينة في تركيا وكان يعرف في الأصل باسم "كيما كباب".

## التاريخ

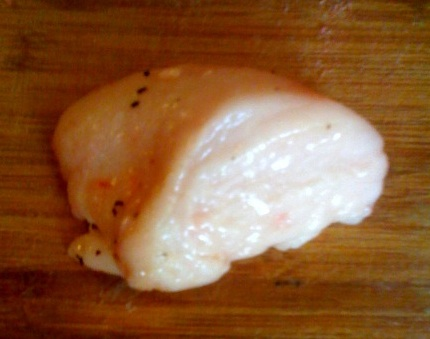
دهون الذيل ، المكون الأساسي لكباب أضنة

يُصنع الكباب عادةً من لحم الضأن المفروم ودهن الذيل ، على الرغم من وجود العديد من الاختلافات الإقليمية. الكباب منتشر إلى حد ما في المنطقة من مرسين في تركيا إلى كركوك في العراق ، ويشمل حلب في الجمهورية العربية السورية. وفقًا للعديد من المؤلفين ، الكباب هو اندماج الثقافات التركية والعربية . يُقال أن البيرة (أورفة) ، هو مكان إبتكار هذا النوع من الكباب.  

## أنظر أيضا
- المطبخ العربي
- المطبخ العربي السوري
- حلب
- أضنة
- الجمهورية العربية السورية
- المطبخ التركي